# Mindaugas Mikaila
Mindaugas Mikaila (* 16. März 1957 in Pikelionys, Rajon Prienai) ist ein litauischer Manager und Politiker.

## Leben
Nach dem Abitur absolvierte Mikaila 1980 das Diplomstudium am Vilniaus inžinerinis statybos institutas.
Von 1980 bis 1987 war er Mitarbeiter im Stab der Studentenarbeit der Republik, von 1990 bis 1993 arbeitete er im Sozial- und Arbeitsministerium der Republik Litauen, von 1993 bis 1994 stellvertretender Minister, von 1994 bis 1996 Minister für Sozialschutz und Arbeit, ab 1997  Direktor der UAB „Alpena“, von 1997 bis 1999 Berater bei UAB KĮ „Sėnoja“, von 1999 bis 2001 bei VSDF-Vorstand, ab 2001 arbeitete er im  Innenministerium Litauens und danach leitete SoDra.

## Quelle
- Sodra.lt informacija

| Personendaten    | Personendaten                     |
| ---------------- | --------------------------------- |
| NAME             | Mikaila, Mindaugas                |
| KURZBESCHREIBUNG | litauischer Manager und Politiker |
| GEBURTSDATUM     | 16. März 1957                     |
| GEBURTSORT       | Pikelionys, Rajon Prienai         |